# 1.22.03.Acoustic
1.22.03.Acoustic е EP албум на групата Маруун Файв, кръстен на деня, на който е направен записа на живо в Hit Factory, Ню Йорк. Съдържа акустични версии на много от песните от техния международен хитов албум Songs About Jane, както и две кавър версии (на Бийтълс – „If I Fell“ и на AC/DC – „Highway to Hell“).
Албумът достига #42 в САЩ и е със сертификат „Златен“ с продажби 500 000.

## Списък с песните
1. „This Love“ – 4:15
2. „Sunday Morning“ – 4:14
3. „She Will Be Loved“ – 4:36
4. „Harder to Breathe“ – 3:09
5. „The Sun“ – 5:18
6. „If I Fell“ – 3:23
7. „Highway to Hell“ – 4:30

Песен 6 е оригиналнно записана от Бийтълс за албума A Hard Day's Night.
Песен 7 е оригиналнно записана от AC/DC за албума Highway to Hell. 
Бонус песента „Highway to Hell“, е изпълнена от Адам Лавин и Райън Дюсик на живо в Хамбург, Германия.